# NKT Victoria
NKT Victoria är ett kabelläggningsfartyg som ägs av kabelföretaget NKT.
Fartyget byggdes år 2017 på Kleven Verft i Ulsteinvik i Norge, och döptes den 4 maj 2017 i Karlskrona av landshövding Berit Andnor Bylund.
Hon är försedd med tre eldrivna bogpropellrar i fören och tre roderpropellrar i aktern och har utrustning för lagring av el. I hamn kan hon anslutas till landström.
NKT Victoria utsågs till Ship of the Year år 2017 och i september 2023 certifierades hon för användning av biobränsle (HVO).